# Jaan Talts
Jaan Talts (19 de maio de 1944, em Laiksaare, Pärnu) é um estoniano, campeão mundial e olímpico em halterofilismo pela União Soviética.
Jaan Talts estabeleceu 40 recordes mundiais ao longo de sua carreira — 11 no desenvolvimento (ou prensa militar, movimento-padrão abolido em 1973), três no arranque, 14 no arremesso e 12 no total combinado, nas categorias até 90 e até 110 kg.
Entre 1995 e 1996 foi membro do Parlamento estônio Riigikogu. Em 1998 foi eleito para o Weightlifting Hall of Fame.